# Домагой Дувняк
Домагой Дувняк  (хорв. Domagoj Duvnjak; нар. 1 червня 1988, Джаково) — хорватський гандболіст, олімпійський медаліст.

## Виступи на Олімпіадах
| Олімпіада   | Дисципліна | Місце |
| ----------- | ---------- | ----- |
| Пекін 2008  | гандбол    | 4     |
| Лондон 2012 | гандбол    | 3     |